# کنث آیوز
کِـنِـث آیوز (انگلیسی: Kenneth Ives؛ زادهٔ ۲۶ مارس ۱۹۳۴ – ۶ مارس ۲۰۲۲) یک کارگردان اهل بریتانیا بود.
از فیلم‌ها یا مجموعه‌های تلویزیونی که وی در آن‌ها نقش داشته است می‌توان به ارتش سری و شیر در زمستان اشاره نمود.